# Gombapresszó
A Gombapresszó egy 2002. szeptember 23. óta Rakusz Tamás és Papp Tibor által készített magyar nyelvű rádióműsor-folyam.

## A Gombapresszó rövid története

### Élő rádióadások (Fiksz Rádió, Civil Rádió)

#### A kezdetek
A műsor kezdetben a Fiksz Rádióban, majd a Civil Rádióban volt hallható változó időpontokban, illetve a rádióadásokat Rakusz a podcasting térnyerésével párhuzamosan letölthető formában is elérhetővé tette.

2007 májusában a Népszabadság című napilapban Ócsai Dorottya tollából "Csak a közönség szól bele" címmel hosszú interjú jelent meg Rakusszal a Gombapresszóról. Arra a kérdésre, hogy hogy került a rádiózás közelébe, Rakusz így válaszolt:
"Úgy, ahogy mindenkinek kéne: jöttem, hogy szeretnék műsort készíteni. Hallgattam a rádiót, és arra gondoltam, hogy én jobban csinálnám. Aztán így is lett."
Papp is hasonlóan emlékszik a kezdetekre. Elmondása szerint Rakusz évekig "rágta a fülét, hogy kéne már csinálni valamit, mert úgy megy el az élet, hogy nem csinálunk semmit" (Gombapresszó, 2019. szeptember 30-i adás. A továbbiakban valamennyi forrásmegjelölés nélküli idézet ebből az adásból származik.). Rakusz 2002 szeptemberében kereste meg Császár Jánost, az akkoriban a Fiksz Rádiót üzemeltető alapítvány elnökét, aki az első személyes találkozás alkalmával azonnal felajánlotta neki a műsorkészítés lehetőségét. A következő hétfőn, 2002. szeptember 23-án reggel fél 7 órai kezdéssel a Budapesti Műszaki Egyetem E-épülete hetedik emeletén lévő Fiksz Rádió-stúdióban készült el a  Gombapresszó első epizódja. A jelenleg nyilvánosan elérhető legrégebbi adást 2003. október 27-én rögzítették a készítők. A Fiksz Rádióban töltött időszakra Rakusz így emlékszik: 
"Elindultunk lelkesen, de hülyén, és nagyon gyorsan elértük a maximumot. És azóta ott vagyunk." 
Egy 2003 tavaszán a Fiksz Rádió által készített  felmérés szerint a rádió legnépszerűbb műsora a Gombapresszó, második legnépszerűbb műsorvezetője pedig Rakusz Tamás volt.

#### A Civil Rádióban töltött évek
A 2004. október 15-i adás már a Civil Rádióból került sugárzásra, de az adás felvételéből egyértelműen megállapítható, hogy nem ez volt az első Civil rádiós Gombapresszó. A készítők visszaemlékezése szerint a rádióváltásra (Fiksz Rádió - Civil Rádió), illetve annak előzményeként a műsorkészítők Fiksz Rádióból történő azonnali hatályú eltávolítására 2003. novemberében került sor, a készítők szerint mondvacsinált indokok (pl. a rádió műsorrendjébe történő beavatkozás, stb.) alapján. Ezt követően Rakusz felvette a kapcsolatot a Civil Rádió vezetésével, és sikerült elérnie, hogy a műsor ott folytatódhasson. A következő tíz évben a Gombapresszó a Civil Rádió egyik legnépszerűbb műsora volt.
A 2002-2007 közötti időszakból csak évi 1-2 adás érhető el podcast formájában, 2008 az első olyan év, amelyből jelenleg is számos adás meghallgatható. 2019. szeptember 24-én 453 adás érhető el nyilvánosan. 2008. szeptember 2-ig az adás délelőttönként volt hallható, ezt követően péntek esténként került sor a műsorra.
A Gombapresszó mellett Rakusz és Papp Kicsinyített fagyizó címmel egy másik rádióműsort is készített a Civil Rádióban, de valójában ezek is Gombapresszó-adásoknak tekinthetők. Ennek a műsornak az archívuma a Gombapresszó Patreon oldalán érhető el.

#### Végjáték a Civil Rádióban
A műsor 2013. októberétől bő egy éven át Kúppal szembeni averzió néven működött, a 2013. október 25-i adás már ezen a néven került sugárzásra. Rakusz ebben az adásban erről ennyit mondott:
"A Gombapresszóról vagy jót, vagy semmit. Egy biztos: az nincs többé, ez van helyette. Aztán majd meglátjuk, hogy helyettünk ki lesz."
A második mondat próféciának bizonyult, ugyanis a Civil Rádió 2014 őszén megszüntette a Gombapresszót. Erről a készítők 2014. november 22-én a Búcsú a Civil rádiótól című műsorban számoltak be. A Civil Rádió döntése hallhatóan megviselte Rakuszt és Pappot, akiket a döntés teljesen váratlanul ért. Érdekes tény - bár a Gombapresszó megszüntetéséhez nincs köze - hogy a Civil Rádió kuratóriumának egyik tagja már 2006 nyarán részletes elemzést készített a 2006. július 5-i műsorról, amelyben számos tartalmi, nyelvtani és stiláris kifogást sorolt fel, majd elemzését ezekkel a sorokkal zárta:
"Őszintén mondom, fogalmam sincs mit írjak összegzésképpen. Elképesztően potens műsort hallgattam, iszonyatosan pocsék kimenetellel. Az ellentmondások ellentmondását. Emiatt se azt nem lehet mondani róla, hogy zseniális, se azt, hogy hallgathatatlan. Szóval: Gombapresszó."

### A Gombapresszó-podcast
A Civil Rádióból történt távozás óta Rakusz és Papp a műsor készítését podcast formájában, ismét Gombapresszó címmel folytatják. Az élő rádióadások megszűnését követően a műsorkészítők rövid idő alatt túltették magukat a Civil Rádióban történtek miatti csalódottságukon, a szócikk írásakor (2019 őszén) megbízhatóan, heti rendszerességgel készítik szórakoztató műsoraikat.
2020 júliusától a Mixlr felületen keresztül az adások az adásfelvétel idejében élőben is hallgathatóak, illetve lehetőség van az adásra való betelefonálásra.

## Jellemző műsorelemek, műsorkészítési sajátosságok

### Műsorszerkezet
A műsorfolyam egyes epizódjainak felépítése többé-kevésbé állandó. A műsor bevezető zenével indul, amely évekig a Love Is In The Air című dal volt Tom Jones előadásában, majd egy ideig a Gay Bar című dal a Peaches nevű zenekar előadásában. A Civil Rádiótól történt távozás óta a bevezető dal, illetve hangmontázs minden adásban más. A bevezetőt követően Rakusz  szolgálati közlemények címszó alatt a műsorral, illetve a műsorkészítőkkel kapcsolatos témákról beszél, majd kötetlen beszélgetés kezdődik a készítők között, melynek során egyebek között közéleti, történelmi, kulturális, gasztronómiai, tudományos témák kerülnek szóba, időnként kérdés-felelet formájában feldolgozva.

A már idézett 2007. májusi Népszabadság-interjúban Rakusz így foglalta össze, hogy szerinte mi a Gombapresszó lényege: 
"Megbeszéljük egymással és a hallgatókkal az élet dolgait. Nem sokkal több a műsor. Mi például sohasem akartuk azt a látszatot kelteni, hogy jobban értünk bármihez, mint a hallgató. Nehéz is volna ezt a látszatot sokáig fenntartani: tényleg nem értünk semmihez. Az is jó a közösségi rádiózásban, hogy ilyen bántóan nem okos emberek is rendszeresen megszólalhatnak, mint mi. Például hetek óta gyakorlom adásban a "paradigma" szó használatát, de még mindig nem megy igazán."
Az élő rádióadások visszatérő eleme volt a betelefonáló törzshallgatókkal történő hosszabb-rövidebb beszélgetés. Ebben az időszakban egyes rendszeres betelefonálók (pl. "mindenkinél mindent jobban tudó" Erzsébet, "miről lesz ma szó" Károly) gyakorlatilag a műsorok állandó szereplői voltak. Ugyancsak közreműködőnek vagy legalábbis fontos segítőnek tekinthetők Csabi, Tolonics István (Pisti), Dávid a hangtechnikus, illetve a vegán death metál gitáros hangtechnikus, Marci.
A kötetlen, illetve több különböző témát feldolgozó beszélgetések mellett bizonyos adások egyetlen fő témát ölelnek fel, mint pl. a 2007. június 12-i adás, amelyben Rakusz és Papp élő adásban készítették el a maguk Mona Lisa-parafrázisát.
A magyar nyelvű podcastok zömétől eltérően az adások jelenleg kivétel nélkül úgy készülnek, hogy a két műsorkészítő egy helyiségben (vagy kültéri adások esetén egy helyszínen) beszélget egymással, nem pedig az interneten keresztül rögzítik a felvételt.
A beszélgetést egy vagy több, Rakusz által szerkesztett zenei betét szakítja meg, majd a műsort leggyakrabban egy Kádár János-beszédből kivágott rövid részlet, amelyben a néhai pártfőtitkár megköszöni egy pártrendezvény technikai feltételeit biztosító szakemberek közreműködését, és egy újabb zeneszám zárja.

### Rakusz vs. Papp
A műsor visszatérő adáseleme az, hogy Rakusz cukkolja, provokálja, froclizza, rendreutasítja Pappot, aki ezt végtelen nyugalommal tűri. Ezzel összefüggésben megállapítható, hogy Rakusz és Papp egymástól teljesen eltérő személyisége, kommunikációs stílusa, nagyon különbözően alakuló magánéleti hátterük (Rakusz két gyermeket felnevelő családos ember, Papp egy rövid házasságot leszámítva a magánéletéről igen keveset eláruló agglegény), illetve a Rakusz által folyamatosan tagadott, de valójában nyilvánvalóan létező, tépelődő barátságuk jelenti a műsor gerincét. A hallgatók kettőjük életének alakulását követve, az ő szemükön keresztül nézve kísérhetik végig Magyarország és szűkebb-tágabb környezete sorsának alakulását, a kétezres évek elejétől napjainkig. Ilyen értelemben a Gombapresszó a 21. század első évtizedeinek kordokumentuma. A műsorkészítők érdeklődése azonban nem áll meg az ország határainál, a feldolgozott témák sokszínűsége a Magyarországon történő események iránt kevéssé érdeklődő hallgatók számára is tanulságossá és szórakoztatóvá teszi az adásokat.

A 2019. szeptember 23-i adásban Rakusz műsorvezető-társához beszélve szemléletesen mutatja be a Gombapresszó készítői közötti sajátos munkamegosztás hátterét: 
"Nem kell sok ahhoz, hogy valaki egy rádióműsort készítsen rendszeresen vagy podcastot. Például te a következő taktikát választottad erre: amikor érkezel a felvétel helyszínére, akkor szétnézel, és amit éppen látsz, azt mondod, amikor majd itt a felvétel helyszínén egy pisztolyt a homlokodnak szegezek. Úgy is, mint buszok, villamosok, posta, sorbanállás, tehát ami éppen történik veled. Tehát azt mondom, hogy nem kell túlgondolkodni, ha valaki éppen arra készülne, hogy egy nagyon sikeres podcastnak ágyaz meg, és már évek óta azon gondolkodik, hogy "b...meg, de miről fogunk beszélni?", akkor például te ezt a javaslatot teheted nekik: semmi, nem kell gondolkodni. Amit látsz, arról beszélsz. Kicsit kínos az, hogyha egyébként egy hét alatt az ember csak buszt, villamost és postai sorbanállást lát, de ez is totálisan működőképes forma, de ez igényli azt, hogy legyen egy olyan műsorvezető-társ, aki viszont másról is tud beszélni. Ez vagyok én. A primadonna."
Rakusz, mint oly sokszor, az idézett szövegrészletben is a túlzás eszközével él. Amikor Papp szóhoz jut, akkor igen gyakran alapos, bizonyos - elsősorban közéleti és történelmi - kérdésekben Rakuszét meghaladó mélységű ismeretekről tesz tanúbizonyságot, széles körű tájékozottságát azonban a Rakuszéhoz mérten kevésbé gördülékeny előadói képességei miatt viszonylag ritkán tudja megcsillogtatni. Vele ellentétben Rakusz tényszerű ismereteinek esetleges hiányosságait rendszerint lehengerlően magabiztos, professzionális előadásmóddal leplezi. E kettősség szintén fontos alkotóeleme a műsornak. Tény ugyanakkor - és ezt Papp sem vitatja - hogy a műsor kitalálója, szellemi atyja, motorja, technikai feltételeinek biztosítója valóban Rakusz. A kettőjük közötti dinamika azonban olyan meglepően stabil egyensúlyi állapotot eredményez, amely gyakorlatilag lehetetlenné és egyben feleslegessé is teszi a szerepek esetleges felcserélését vagy módosítását.

## A Gombapresszó helye a magyar podcast-társadalomban
A Gombapresszó 18 éves múltjával, több mint 450 nyilvánosan elérhető, egyenként 1,5-2 órás műsorával a talán leghosszabb ideje állandó személyi felállásban működő, legterjedelmesebb életművel rendelkező magyar nyelvű podcast. Jelentősége a magyar podcast-szcénán belül megkérdőjelezhetetlen. A készítők, elsősorban Rakusz, aktív tagjai a magyar közösségi rádiózásnak. Rakusz jó kapcsolatot ápol több magyar podcast, elsősorban a Meti Heteor, a Vendéglő a Világ Végén, a Spagetti Lakóautó, és a Szín Folt Café készítőivel.
Rakusz gyakran hozza szóba másik podcastját a csúnyarosszmajom műsorát, melyben ő Dr. Egri János Doktor álnéven szerepel a Meti Heteor és a Vendéglő a Világ Végén egy-egy műsorvezetőjével együtt.
A Spagetti Lakóautó podcast 15. epizódjában egy Gombapresszó-paródiát közölt Plombateszkó címmel.

## További Információk
- Web: http://gombapresszo.hu/ Archiválva 2019. szeptember 25-i dátummal a Wayback Machine-ben
- Telegram: https://t.me/gombapresszo
- YouTube: https://www.youtube.com/channel/UCFKjFuZf9-OEq8nlzqVHGsA
- Twitter: https://twitter.com/gombapresszo
- Periscope: https://web.archive.org/web/20190925061827/https://www.pscp.tv/gombapresszo
- Spotify: https://open.spotify.com/playlist/0pNWMMGpYov2By3TS8eZjF
- Patreon: https://www.patreon.com/gombapresszo